# 春雨物語
『春雨物語』（日语：春雨物語，はるさめものがたり）是日本江戶時代上田秋成所著的讀本（一種江戶時代通俗文學的形式）。10卷，安永5年（1808年）刊行。有悲劇、奇談、教訓等故事。

## 刊本
無刊本，以寫本的形式流傳，有(1) 富岡鐵齋舊藏本（五卷本）(2) 漆山又四郎舊藏本（十卷本）(3) 櫻山文庫本（十卷本）(4) 西莊文庫本（十卷本）(5) 田原本等寫本，內容各有差異。

## 內容
收錄「血帷子」「天津處女」「海賊」「二世之緣」「一目神」「死首之咲顔」「捨石丸」「宮木塚」「歌之譽」「樊噲」十篇。初期的『春雨草紙』（春雨物語的草稿）尚有「妖尼公」「月之前」「劍之舞」「楠公雨夜語」「背振翁傳」五篇，但刪除轉錄至其他著作。

## 脚注
1. ↑  秋成研究会編『上田秋成研究事典』（笠間書院 ISBN 978-4-305-70790-1 C0095）第二章「春雨物語」

## 外部連結
- 春雨物語(はるさめものがたり) （页面存档备份，存于）